# Julius Löytved-Hardegg
Julius Löytved-Hardegg (bis 1908: Julius Löytved; * 2. Juli 1874 in Beirut; † 7. Mai 1917 in Damaskus) war ein deutscher Diplomat.

## Leben
Löytved-Hardegg kam als Julius Harry Löytved auf die Welt. Seine Eltern waren der Däne Peter Julius Löytved (1836–1911) und die Auslandsdeutsche Sophie Löytved († 1921), eine Tochter Georg David Hardeggs aus Haifa, die 1869 geheiratet hatten. Peter Julius Löytved war Bauunternehmer in Beirut, wirkte aber ab 1871 auch für die British Syrian Mission und von 1875 bis 1898 als dänischer Vizekonsul in Beirut.
Löytved-Hardegg besuchte das Evangelisch Stiftische Gymnasium Gütersloh, wo er 1894 sein Abitur ablegte. Von 1894 bis 1898 studierte er evangelische Theologie und Jura an der Universität Tübingen und an der Friedrich-Wilhelms-Universität zu Berlin. Im März 1896 wurde er Deutscher. In Berlin bestand er am 18. Juli 1896 am Seminar für Orientalische Sprachen der Universität seine Diplomprüfung in türkischer Sprache. Am 2. Juli 1898 bestand er das Referendarsexamen und promovierte am 25. Oktober desselben Jahres zum Doktor der Jurisprudenz. Schon am 2. September des Jahres war er in den preußischen Justizdienst eingetreten, wurde aber am 3. Februar 1899 in den auswärtigen Dienst als Dragoman übernommen. Am 11. November 1903 heiratete Löytved-Hardegg Grace Friedrich. Beide hatten gemeinsam fünf Kinder. Beider ältestes Kind war der spätere General Rudolf Löytved-Hardegg.
Vom 8. Juni 1904 bis 28. Januar 1908 vertrat er die konsularischen Interessen Deutschlands in Konya, ab 1907 im Range eines kommissarischen Vizekonsuls. Seit Dezember 1904 vertrat er auch Österreich-Ungarn und ab Juli 1905 Italien als konsularischer Agent. Ab 12. Mai 1908 versah er seinen Dienst als Kanzler-Dragoman am deutschen Konsulat in Jerusalem. Am 30. November desselben Jahres nahm er den Mädchennamen seiner Mutter zum Nachnamen hinzu, der durch das Wirken seines Großvaters mütterlicherseits im Heiligen Land weithin bekannt war. Vom 2. August bis 2. November 1908 vertrat er den in den Ruhestand getretenen Friedrich Keller kommissarisch als Vizekonsul in Haifa. Dann amtierte Theodor Georg Weber aus Smyrna als Vizekonsul, bevor den Posten Löytved-Hardegg vom 17. November 1909 bis 26. Mai 1910 erneut kommissarisch übernahm. Am 13. Oktober 1911 bestand er die Konsulatsprüfung und avancierte 1912 in den Rang des Vizekonsuls in Haifa. Als solcher nahm er am 11. April 1912 auf Einladung Paul Nathans an der Grundsteinlegung des vom Hilfsverein der deutschen Juden gestifteten und daher unter deutschem diplomatischem Schutz stehenden Technions teil, wo Schmarja Levin den Festvortrag hielt. 1913 war das Konsulat in Jerusalem Generalkonsulat geworden, entsprechend avancierte die Vertretung in Haifa 1914 zum Konsulat. 1915 wechselte Löytved-Hardegg als deutscher Konsul nach Damaskus, zunächst nur kommissarisch.